# Фабіо Квальярелла
Фабіо Квальярелла (італ. Fabio Quagliarella, нар. 31 січня 1983, Кастелламмаре-ді-Стабія) — італійський футболіст, нападник. Відомий за виступами за клуби «Сампдорія», «Удінезе», «Ювентус», «Наполі», а також національну збірну Італії.

## Клубна кар'єра
Вихованець футбольної школи клубу «Торіно». Дорослу футбольну кар'єру розпочав 1999 року в основній команді того ж клубу, в якій провів три сезони, взявши участь лише у 5 матчах чемпіонату.
Згодом з 2002 по 2004 рік грав на умовах оренди за команди «Флорентія Віола» та «К'єті», після чого повернувся до «Торіно», де провів один сезон, змагаючись у Серії B. Згодом по одному сезону провів у складі команд клубів «Асколі» та «Сампдорія».
Протягом 2007—2009 років захищав кольори «Удінезе», а сезон 2009–10 провів уже у складі «Наполі».
До складу «Ювентуса» приєднався 2010 року. Протягом чотирьох сезонів у Турині встиг відіграти за «стару синьйору» 83 матчі в національному чемпіонаті й забив лише 23 голи.
16 липня 2014 року за 3,5 мільйона євро перейшов втретє до іншого туринського клубу «Торіно». 1 лютого 2016 року знову став гравцем «Сампдорії», до якої приєднався на орендних умовах.
26 січня 2019 року зробив дубль за «Сампдорію» у матчі 20 туру Серії А проти «Удінезе», забивши таким чином 14 голів в 11 матчах поспіль, завдяки чому повторив рекорд Габріеля Батістути, який теж забивав в 11 матчах Серії А поспіль. Загалом провів за «Сампдорію» 9 сезонів, за яку зіграв 293 матчі у всіх турнірах і забив 106 м'ячів. Наразі являється другим бомбардиром «Сампдорії» в Серії А за всю історію (102 голи). 
У листопаді 2023 року у 40-річному віці оголосив про завершення професійної кар'єри гравця. 

## Виступи за збірні
2000 року дебютував у складі юнацької збірної Італії, взяв участь у 17 іграх на юнацькому рівні (команди U-17 та U-19), відзначившись 2 забитими голами.
Протягом 2002—2004 років залучався до складу молодіжної збірної Італії. На молодіжному рівні зіграв у 9 офіційних матчах, забив 2 голи.
2007 року дебютував в офіційних матчах у складі національної збірної Італії. Наразі провів у формі головної команди країни 25 матчів, забивши 6 голів. У складі збірної був учасником чемпіонату Європи 2008 року в Австрії та Швейцарії, а також чемпіонату світу 2010 року у ПАР.
У березня 2019 року повернувся у збірну після 10-річної перерви. 26 березня у віці 36 років і 54 днів вийшов на поле в матчі проти збірної Ліхтенштейну (6:0). У цьому матчі нападник зробив дубль і завдяки цьому став найстаршим автором гола в історії італійської збірної.
| Дата       | Місто        | Господарі         | Результат | Гості             | Турнір             | Голи | Примітки |
| ---------- | ------------ | ----------------- | --------- | ----------------- | ------------------ | ---- | -------- |
| 29/03/2007 | Барі         | Італія            | 2 – 0     | Шотландія         | Відбір до ЧЄ 2008  | -    |          |
| 02/06/2007 | Торсгавн     | Фарерські острови | 1 – 2     | Італія            | Відбір до ЧЄ 2008  | -    |          |
| 06/06/2007 | Каунас       | Литва             | 0 – 2     | Італія            | Відбір до ЧЄ 2008  | 2    |          |
| 22/08/2007 | Будапешт     | Угорщина          | 3 – 1     | Італія            | товариський матч   | -    |          |
| 12/09/2007 | Київ         | Україна           | 1 – 2     | Італія            | Відбір до ЧЄ 2008  | -    |          |
| 13/10/2007 | Генуя        | Італія            | 2 – 0     | Грузія            | Відбір до ЧЄ 2008  | -    |          |
| 21/11/2007 | Модена       | Італія            | 3 – 1     | Фарерські острови | Відбір до ЧЄ 2008  | -    |          |
| 06/02/2008 | Цюрих        | Італія            | 3 – 1     | Португалія        | товариський матч   | 1    |          |
| 13/06/2008 | Цюрих        | Італія            | 1 – 1     | Румунія           | ЧЄ 2008 - 1-й етап | -    |          |
| 15/10/2008 | Лечче        | Італія            | 2 – 1     | Чорногорія        | Відбір до ЧС 2010  | -    |          |
| 28/03/2009 | Подгориця    | Чорногорія        | 0 – 2     | Італія            | Відбір до ЧС 2010  | -    |          |
| 01/04/2009 | Барі         | Італія            | 1 – 1     | Ірландія          | Відбір до ЧС 2010  | -    |          |
| 10/06/2009 | Преторія     | Італія            | 4 – 3     | Нова Зеландія     | товариський матч   | -    |          |
| 18/06/2009 | Йоганнесбург | Єгипет            | 1 – 0     | Італія            | Кубок Конфедерацій | -    |          |
| 12/08/2009 | Базель       | Швейцарія         | 0 – 0     | Італія            | товариський матч   | -    |          |
| 05/09/2009 | Тбілісі      | Грузія            | 0 – 2     | Італія            | Відбір до ЧС 2010  | -    |          |
| 14/10/2009 | Парма        | Італія            | 3 – 2     | Кіпр              | Відбір до ЧС 2010  | -    |          |
| 03/03/2010 | Монако       | Італія            | 0 – 0     | Камерун           | товариський матч   | -    |          |
| 03/06/2010 | Брюссель     | Італія            | 1 – 2     | Мексика           | товариський матч   | -    |          |
| 05/06/2010 | Женева       | Швейцарія         | 1 – 1     | Італія            | товариський матч   | 1    |          |
| 24/06/2010 | Йоганнесбург | Словаччина        | 3 – 2     | Італія            | ЧС 2010 - 1-й етап | 1    |          |
| 10/08/2010 | Лондон       | Італія            | 0 – 1     | Кот-д'Івуар       | товариський матч   | -    |          |
| 03/09/2010 | Таллінн      | Естонія           | 1 – 2     | Італія            | Відбір до ЧЄ 2012  | -    |          |
| 07/09/2010 | Флоренція    | Італія            | 5 – 0     | Фарерські острови | Відбір до ЧЄ 2012  | 1    |          |
| 19/11/2010 | Клагенфурт   | Румунія           | 1 – 1     | Італія            | товариський матч   | -    |          |
| Усього     |              | Матчів            | 25        |                   | Голів              | 6    |          |

## Титули і досягнення
- Чемпіон Італії (3):

«Ювентус»: 2011–12, 2012–13, 2013–14
- Володар Суперкубка Італії (3):

«Ювентус»: 2012, 2013
- Переможець Серії B (1):

«Торіно»: 2000–01
- Найкращий бомбадир Чемпіонату Італії (1):

«Сампдорія»: 2018–19
- Рекордсмен  Серії А за кількістю років, в яких забивав поспіль — 16[3]